# Shemaryahu Talmon
Shemaryahu Talmon (* 1920 in Skierniewice, Polen als Shemaryahu Zelmanowicz; † 15. Dezember 2010 in Jerusalem) war Judah L. Magnes Professor für Bibelwissenschaften an der Hebräischen Universität von Jerusalem. 

## Leben
Shemaryahu Zelmanowicz war ein Sohn des Litman Yom-Tov Zelmanowicz und der Hanna Ell. Seine Eltern stammten aus russisch Polen und emigrierten 1920 nach Deutschland. Er wuchs in Breslau auf und besuchte das dortige Jüdische Reform-Realgymnasium. Im Jahre 1939 wurde er für drei Monate in das Konzentrationslager Buchenwald interniert, anschließend konnte er nach Palästina emigrieren. 1948 änderte er seinen Familiennamen. Seine Eltern wurden 1941 im Ghetto Izbica Opfer des Holocaust.
1955 wurde er nach Studien bei Umberto Cassuto, Isaac Leo Seeligmann und Paul Kahle mit einer Arbeit über den Text und die Versionen des Tanach, speziell über die „doppelten Bedeutungen“ von biblischen Texten an der Hebräischen Universität promoviert. In den folgenden Jahren hat er seine Thesen ausgeweitet und verfeinert sowie Beiträge zu vielen Gebieten des Bibelstudiums geliefert. Dabei arbeitete er mit Moshe Goshen-Gottstein und Chaim Rabin im Hebrew University Bible Project zusammen und stand ihm seit deren Tod vor. Auch auf dem Gebiet der Soziologie forschte er. Beide Forschungsperspektiven führte er insbesondere im Blick auf Qumran zusammen. Im Jahr 1975 veröffentlichte er dazu seine Studien Qumran and the History of the Biblical Text sowie im Jahr 1989 das Buch The World of Qumran from Within.
Er war verantwortlich tätig in vielen Institutionen und arbeitete weltweit als Gastprofessor. So war er im Wintersemester 1981/82 Gastprofessor am Institut für Jüdisch-Christliche Forschung (IJCF) in Luzern. Er war Dekan der Haifa University und der Fakultät für Humanwissenschaften der Hebrew University. Außerdem war er von 1982 bis 1984 Rektor der Hochschule für Jüdische Studien Heidelberg (2. Gründungsrektor).
Im interreligiösen Dialog war er der Leiter des internationalen Jüdisch-Christlichen Dialogs und arbeitete mit dem Weltrat der Kirchen und dem Vatikan zusammen.

## Ehrungen
- 1976 Romano-Guardini-Preis der Katholischen Akademie in Bayern[3]
- 1997 Israel-Preis im Gebiet Bibelstudien

## Schriften
- Jewish Civilization in the Hellenistic-Roman Period. JSOT Press, Sheffield 1991. ISBN 1-56338-034-X
- Literary Studies in the Hebrew Bible – Form and Content. Magnes Press, Jerusalem 1993. ISBN 90-04-09875-5.
- Gesammelte Aufsätze, Neukirchener Verlag, Neukirchen-Vluyn.
  - Bd. 1: Gesellschaft und Literatur in der Hebräischen Bibel, 1988.
  - Bd. 2: Juden und Christen im Gespräch, 1992.
  - Bd. 3: Israels Gedankenwelt in der hebräischen Bibel, 1995.

als Herausgeber:
- Die Schriftrollen von Qumran. Zur aufregenden Geschichte ihrer Erforschung und Deutung. Pustet Verlag, Regensburg 1998. ISBN 3-7917-1592-5.
- Religion und Politik in der Gesellschaft des 20. Jahrhunderts. Ein Symposion mit israelischen und deutschen Wissenschaftlern. Keil-Verlag, Bonn 1978. ISBN 3-921591-02-3.